# 東方紅魔郷 〜 the Embodiment of Scarlet Devil.
『東方紅魔郷 〜 the Embodiment of Scarlet Devil.』（とうほうこうまきょう ジ・エンバディメント・オブ・スカーレット・デビル）とは、同人サークル上海アリス幻樂団制作の弾幕系シューティングゲームであり、東方Projectの第6弾にあたる作品である。Microsoft Windowsにおける東方Projectとしては1作目である。また、東方Projectの代表的作品でもある。
本作は、2002年6月10日に体験版がオンライン配布され、8月11日開催の「コミックマーケット62」で完成版が販売された。同年9月末からは同人ショップでの委託販売も行なわれている。
本項では、以降は『紅魔郷』と称することとする。その他の本項で使用されている東方Project関連の略称については、東方Project#凡例を参照。

## システム
機体性能の異なる「博麗霊夢（巫女）」と「霧雨魔理沙（魔法使い）」からいずれかを自機として選択し、その後それぞれ2種類の武器タイプ（装備）からいずれかを選択する。敵や敵弾に当たるとミスとなり残機が1つ減った上でその場で復活する。全ての残機を失うとゲームオーバーとなるが、コンティニューすればその場で復活しゲームを続行可能。コンティニューしないで6面（最終面）のボスを倒すとエンディングになる。難易度Normal以上でコンティニューせずにクリアすれば、全1面のExtraステージが追加される。
難易度Easyでは5面が最終面となっており、6面に進む前に追い返されるというストーリーになる。(そのため、今作では難易度normal以上でノーコンティニュークリアしないとグッドエンディングが見れず、難易度Easyで挑戦した場合はノーコンティニューでクリアしてもバッドエンディングになる)

## 開発
本作は、PC-98をプラットフォームとしての東方Projectの最後の作品である『東方怪綺談 〜 Mystic Square.』から約3年半のブランクを開けて開発された。この当時ZUNは同人活動の再開を考えており、当初は音楽サークルとしてコミケに申し込んだものの落選し、次回のコミケまでの間にゲームを作ることを思い立ち、本作の開発に乗り出した。当初は『東方紅茶館』のメインタイトルで開発され、そのタイトルの一部を冠した楽曲「上海紅茶館 〜 Chinese Tea」が作曲されたものの、その後ストーリーの構成が固まるとともに現タイトル『東方紅魔郷』へと変更され、「紅茶館」という名称は楽曲名に残るのみとなった。

### 移植問題
2020年の時点においても、本作を初出とするキャラクター群は人気が高く、本作の移植を待ち望むファンは存在するものの、本作の移植は行われていない。
ZUNは「本作のソースコードが現存しないため、移植するのは不可能である」と2020年5月28日に放送されたWeb番組「2軒目から始まるラジオ」第117回目の中で、出演者の一人であるビートまりおの質問に答える形で明らかにしている。
また、本作はWindows 10ではフルスクリーンの場合には正常に動作しないことが指摘されている。非公式のパッチを当てる、右クリックでプロパティを開いて640×480の解像度で画面を拡大して実行するなどの対策は存在するが、これらの要因で一部のメディアはSteamでそのまま配信するのは難しいとみている。

## あらすじ
幻想郷に住む吸血鬼のレミリア・スカーレットが、嫌いな太陽光を遮るために幻想郷を紅い霧で覆った結果、幻想郷は薄暗く寒い夏になる。
さらに、妖霧は幻想郷の人間の里の中にもおよび、人間は短時間しか妖霧に耐えられず、家の外に出られなくなってしまった。
異変を解決するのが巫女の仕事と考えた博麗霊夢と、そろそろ霊夢が動くと考えた霧雨魔理沙が行動を始める。
この事件は後に「紅霧異変」と呼ばれるようになる。

## 登場人物

### 新規の登場人物
ここでは、『紅魔郷』が初出の登場人物を解説する。
ルーミア
1面中ボス,1面ボス。幼い少女のような姿をした妖怪。特に目的意識は持たず、一日中ふよふよ飛んで過ごしている。
彼女は『闇を操る程度の能力』を持つ。この能力を使うと彼女の周りに闇の空間が発生し、外からは中にいる彼女は見えなくなるが、同時に彼女からも外が見えなくなる。ZUNは、「闇を操る」という強そうな設定を持った登場人物を出落ちとして一番弱い1面ボスに置きたかった、という理由でルーミアを配置したと発言している。作中ではこの能力を反映した技などは使用していない。
また、頭には赤いリボンのようなお札を付けているが、本人が取りたくても取れないらしく、二次創作ではこの設定を活かし、リボンが取れた状態のルーミアである、「EXルーミア」が描かれることもある。
人食い妖怪であるらしく、博麗霊夢に対して「目の前にいるのは食べてもいい人間？」などと言っていた。ただし『文花帖（書籍）』では人間を襲うために努力することを「面倒くさい」とも発言している。
チルノ
2面ボス。湖に住む氷の妖精。彼女は常に体から冷気が出ており、彼女の周りだけいつも寒い。
悪戯好きで、妖精らしいともいえる幼稚な行動を取る。基本的に頭は良くない。『冷気を操る程度の能力』を持ち、この能力を使って蛙を氷漬けにする遊びを好んでいる。これが原因で、沼に棲む大ガマに丸呑みにされた経験もある。
妖精は「人間以下の存在」とされているが、チルノは妖精の中では格別に力が強く、『花映塚』ではそのことをもって四季映姫から説教を受けている。『求聞史紀』では湖の妖精のリーダー格であるとされている。
『妖精大戦争』では単独の自機として登場し、主人公を務める。冷気を操るという設定を反映して、『花映塚』や『妖精大戦争』では敵の弾を凍らせて無力化する技を使用する。
『天空璋』では、日焼けした姿で登場する。
紅 美鈴（ホン メイリン）
3面中ボス,3面ボス。紅魔館の門番を務める中国人風の妖怪。民族風の衣装に身を包み、帽子に付いた星には「龍」の文字が刻まれている。
非常に人間臭い妖怪で、人を襲うことはほとんどなく、逆に人間と親しく話すこともある。侵入者に対しては容赦がないが、非を詫びて館の外に戻った者を深追いするようなことはしないらしい。能力特化型ではない、いわゆる万能型の妖怪であるため、妖怪としてはそれほど強くない。しかし、武術に長け戦闘能力が高く、弱点らしい弱点もないため、普通の人間相手には強いという。
『求聞史紀』に記載された情報では、昼寝をしている姿が目撃されている。『非想天則』における彼女のストーリーは、居眠りによる夢である。
パチュリー・ノーレッジ
4面ボス,EXTRA中ボス。紅魔館地下の大図書館に住む魔法使い。
生まれながらに「魔法使い」種族であるとされ、既に100年ほど生きている。生まれつきの喘息持ちで、滅多に外出せず運動もしないため体が弱い。二次創作では薄紫に紫のストライプが入った服を着た姿で描かれることが多いが、ZUNは紫のストライプではなく、服の皺によってできた影だとしている。
魔法の中でも、特に妖精や精霊の力を借りる属性魔法(精霊魔法)を得意とする。薬の精製などは苦手としている。
紅魔館の主人レミリア・スカーレットとは友人関係にあり、お互いを「レミィ」「パチェ」と呼び合う仲。
十六夜 咲夜（いざよい さくや）
5面中ボス,5面ボス,6面中ボス。紅魔館のメイド長。紅魔館に住んでいる唯一の人間。実質的に紅魔館を取り仕切る立場にいる。
年齢は、『求聞史紀』での稗田阿求によれば「本人は十代後半だと言っている」。
彼女は『時間を操る程度の能力』を持っており、時間を止めることと時間を進めることができる。時間を戻すことはほとんどできないが、移動していた物を元の場所に戻す程度の事は可能。時間と密接に関係する空間も弄ることができる。紅魔館の広さはこの能力によるもの。またナイフを投げナイフ用として多数所持しており、扱いが上手い。これらの設定を反映して、作中では時を止めてその間に自分だけが移動する技があり、弾幕の代わりに多数のナイフを放っている。
『紅魔郷』時点では、ただ日々の食事を求めて紅魔館で働いていた。『永夜抄』時点でも引き続き、紅魔館で働くことを衣食住に困らず快適だと感じている一方、主のレミリアに心からの忠誠を誓ってもいる。『求聞史紀』では、阿求が咲夜は元は幻想郷の外の世界の吸血鬼ハンターだったのではないかと推測している。
ZUNのジョジョ好きがよく表れており、「時間を操る」「時間を止めて多数のナイフを投げる」他、「幻世『ザ・ワールド』」というスペルカードを持つ。
レミリア・スカーレット
6面ボス。紅魔館の主人で吸血鬼のお嬢様。幻想郷が紅い霧で覆われた「紅霧異変」を起こした張本人。
500年以上生きている。姿はまるで十にも満たない少女のようだが、背中に大きな蝙蝠の翼を持つため、シルエットは大きい。威厳や体面を重視しており、自らを「誇り高き貴族」と呼んだこともあるが、性格は見た目通りに幼く非常にわがままである。
少食で、人からあまり血が吸えない。また、吸い切れない血液を零して服を真っ赤に染めてしまうため「スカーレットデビル（紅い悪魔）」と呼ばれている。
ツェペシュの末裔を名乗っているらしく、彼女がボスの6面のテーマ曲やスペルカードにも彼の名を冠した物があるが、実際の血縁関係にはない。
彼女は「日光に当たると気化してしまう」という設定があり、『紅魔郷』で幻想郷を霧で覆ったのは日光を隠すためだった。『紅魔郷』以外の作品でもこの設定は活かされており、『萃夢想』と『緋想天』ではレミリアを自機もしくは敵として選択した状態で昼の屋外のステージを選択すると、強制的に夜もしくは屋内のステージに変更されてしまう（『非想天則』では特定の条件で屋外を選択可）。ただし、『求聞史紀』のレミリアの解説にも「昼でもよく見かける吸血鬼」との記述があるように、『紅魔郷』のエンディングや『三月精』第1部第0話などでは自身で日傘を差して昼間に出歩いている姿が見られる。
彼女は『運命を操る程度の能力』を持つ。この能力は、『求聞史紀』での稗田阿求によれば、彼女のそばにいる者が数奇な運命を辿るようになる能力らしいが、目で見て効果が分かるようなものではないという。『文花帖（書籍）』では妹のフランドールが、レミリアの能力は将来の出来事が判るというものらしいと語ったが、それは「あいつ（レミリア）の口癖」であって判る振りをしているだけだとも言っている。作中ではこの能力を反映した技などは使用していない。
魔法使いのパチュリー・ノーレッジとは友人関係にあり、お互いを「レミィ」「パチェ」と呼び合う仲。
バンダイナムコゲームスのコンピュータゲーム『ねんどろいど じぇねれ〜しょん』では、ねんどろいどのレミリア・スカーレットが登場。声付きでの出演だが、声優名は公表されていない。
フランドール・スカーレット
EXTRAボス。レミリア・スカーレットの妹。姉と同じく吸血鬼。七色に光る特徴的な形状の翼を持つ。495年ほど「悪魔の妹」をしている。
本人曰く495年間一度も外に出ておらず、ずっと地下に居たという。少々気がふれているためあまり屋敷の外に出してもらえず、また彼女自身も外に出る気がなかった。『求聞史紀』では、紅魔館を訪れた者がまれに見かける程度で、滅多に紅魔館から出て来ず、幽閉、もしくは引き籠もりの噂があるとなっている。公式漫画「東方智霊奇伝 反則探偵さとり」では、吸血鬼の暗い所を好む習性として引き籠もっていたことが明らかとなっている。本人曰く、「出ようと思えばいつでも出られた」とのこと。
『紅魔郷』ではレミリアを「お姉様」と慕っていて、レミリアのことをレプリカと呼んだ霊夢に対して怒っているが、『文花帖（書籍）』ではレミリアを陰では「あいつ」呼ばわりし、レミリアからの「お姉様をあいつ呼ばわりしないの」という発言への返答として、面と向かっては敬語を使いつつ「お姉様」と呼んでいる。
彼女は『ありとあらゆるものを破壊する程度の能力』を持つ。この能力を用いて、幻想郷へ落ちてきた巨大隕石を衝突前に空中で破壊したことが示されている。ゲーム中ではこの能力を反映した技などは使用していない。
彼女のテーマ曲「U.N.オーエンは彼女なのか？」や一部の使用する技、台詞は、アガサ・クリスティの小説『そして誰もいなくなった』を元ネタとしている。これはフランドールが「何者とも判らぬ者（unknown）」であることにかけている。代表的な台詞は、「あなたが、コンティニューできないのさ！」
名前の綴りには表記揺れがあり、『紅魔郷』や『妖々夢』では「Flandre」と表記されているが、『求聞史紀』では「Frandle」と表記されている。また、『三月精』では「Frandoll」と誤表記されていたが、修正後は「Frandre」と表記されていた。
以下に挙げる大妖精と小悪魔は、『紅魔郷』作中に中ボスとして登場するが、『紅魔郷』では名前や設定は無い。後にZUNは「上海アリス幻樂団」サイトの掲示板や日記で、ファンからの質問に答える形で設定を公表した。
大妖精
『紅魔郷』の2面中ボスとして登場する緑髪の妖精。彼女は『霧を泳ぐ程度の能力』を持つ。
妖精は人間以下の存在だが、その中で力のある者が大妖精である。普段から霧の湖に棲んでいる。性格は他の妖精たちと変わらず、陽気でいたずら好きで単純で表情豊か。
小悪魔
『紅魔郷』の4面中ボスとして登場する赤髪の悪魔。彼女は『目的の本を瞬時に見つける程度の能力』を持つ。
悪魔は吸血鬼や魔法使いなどと同じく強大な種族だが、その中では力の弱い者なので小悪魔だという。性格は大妖精と似たところも多く、気まぐれでいたずら好きで後先考えずに行動する。普段から紅魔館に住んでいる。

### 既存の登場人物
ここでは、『紅魔郷』が初出ではない登場人物を解説する。
博麗 霊夢
博麗神社の巫女。人間。本作における自機の一人。幻想郷が霧で覆われている事態を解決するため、いつものように神社を飛び出した。
霧雨 魔理沙
魔法使いの少女。人間。本作における自機の一人。人里から離れた魔法の森で霧雨魔法店という住居兼お店を開いて生活している。

## ステージ
| ステージ    | ステージタイトル                | 中ボス                 | ボス                       |
| ----------- | ------------------------------- | ---------------------- | -------------------------- |
| STAGE 1     | 夢幻夜行絵巻 〜 Mystic Flier    | ルーミア               | ルーミア                   |
| STAGE 2     | 湖上の魔精 〜 Water Magus       | 大妖精                 | チルノ                     |
| STAGE 3     | 紅色の境 〜 Scarlet Land        | 紅美鈴                 | 紅美鈴                     |
| STAGE 4     | 暗闇の館 〜 Save the mind       | 小悪魔                 | パチュリー・ノーレッジ     |
| STAGE 5     | 紅い月に瀟洒な従者を            | 十六夜咲夜             | 十六夜咲夜                 |
| FINAL STAGE | エリュシオンに血の雨            | 十六夜咲夜             | レミリア・スカーレット     |
| EXTRA STAGE | 東方紅魔狂 〜 Sister of Scarlet | パチュリー・ノーレッジ | フランドール・スカーレット |

## 曲目リスト
1. 赤より紅い夢 - タイトル
2. ほおずきみたいに紅い魂 - 1面のテーマ
3. 妖魔夜行 - 1面ボス ルーミアのテーマ
4. ルーネイトエルフ - 2面のテーマ

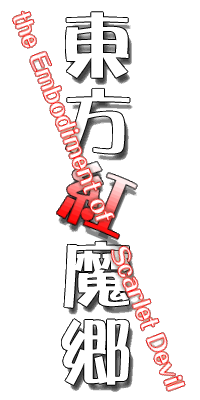

5. おてんば恋娘 - 2面ボス チルノのテーマ
6. 上海紅茶館 〜 Chinese Tea - 3面のテーマ
7. 明治十七年の上海アリス - 3面ボス 紅美鈴のテーマ
8. ヴワル魔法図書館 - 4面のテーマ
9. ラクトガール 〜 少女密室 - 4面ボス パチュリー・ノーレッジのテーマ
10. メイドと血の懐中時計 - 5面のテーマ
11. 月時計 〜 ルナ・ダイアル - 5面ボス 十六夜咲夜のテーマ
12. ツェペシュの幼き末裔 - 6面のテーマ
13. 亡き王女の為のセプテット - 6面ボス レミリア・スカーレットのテーマ
14. 魔法少女達の百年祭 - Extraステージのテーマ
15. U.N.オーエンは彼女なのか？ - Extraステージボス フランドール・スカーレットのテーマ
16. 紅より儚い永遠 - エンディング
17. 紅楼 〜 Eastern Dream... - スタッフロール

タイトー発売のアーケード音楽ゲーム『ミュージックガンガン!』および『グルーヴコースター』には、フランドールのテーマ曲「U.N.オーエンは彼女なのか？」のアレンジ曲「東方音銃夢」が収録されている。アレンジしたのはZUNTATA（タイトー所属）の小塩広和。
コナミデジタルエンタテインメント発売のBEMANIシリーズ音楽ゲーム『SOUND VOLTEX』には、本作のリミックスを集めたCD「SOUND VOLTEX ULTIMATE TRACKS -東方紅魔郷REMIX-」が発売されている。

## 評価
IGNの今井晋は、2002年のベストゲームとして本作をとりあげ、「厳しい弾幕を避けつつ、時にはボムで凌ぐというメカニクス自体は凡庸としか言えない。だが、本作はレベルデザイン、そしてそれと一体となった音楽と演出の点でその後の人気を決定づける傑作に仕上がっている。」と語り、2002年において一番素晴らしい作品であると評価している。
今井は、従来のシューティングゲームにおけるボスの形態変化に「スペルカード」という名前をつけた点について、「特定のメカニクスを世界観の側から名指すというその行為自体もビデオゲームのデザインのひとつと言える。その観点で見た場合、『東方紅魔郷』は単なるウェルメイドな弾幕STGではなく、革新的なデザインを行った作品としてみなすことは十分に妥当性があるだろう。」と述べている。